# Principat d'Amadiyya
El principat d'Amadiyya fou un estat autònom kurd centrat a la fortalesa d'Amadiyya (o Imadiyya) anomenada en honor d'Imad al-Din Zengi (+1146). Fou governada per la dinastia local de Bahdinan, que es va afeblir després dels zengites; el senyors locals d'Amadiyya foren coneguts pel seu fervor religiós. Els prínceps són enumerats al Sharaf-nama a partir de l'època timúrida al final del segle xiv. Sota el safàvida Ismail I els Bahdinan van annexionar el districte de Zakho habitat pels sindis i els sulaymani i que formaven un feu a part. Així el feu dels Bahdinan es va estendre per tot el país muntanyós al nord de Mossul.